# Luxemburg als Jocs Paralímpics
Luxemburg va debutar als Jocs Paralímpics en l'edició de 1976, disputada a Toronto, on hi van participar dos luxemburguesos en la categoria d'arc, i un en natació. En la de 1980 Marco Schmit va aconseguir la primera medalla per Luxemburg (bronze als 100m masculí, categoria E1); i en la de 1984, el seu any més prolífic, on Luxemburg va aconseguir guanyar una medalla d'or, quatre de plata i un bronze. Als Jocs de Seül no hi van participar, però van tornar el 1992 per formar part dels Jocs Paralímpics de Barcelona, on hi va assistir una delegació formada per dos esportistes, que van competir en les categories d'arc i natació. Als Jocs de 1996 només hi va assistir un representant luxemburguès, que va competir en arc, mentre que en les edicions de 2000 i 2004 no hi van presentar cap membre. En els Jocs de Pequín del 2008 hi va participar un representant luxemburguès en la categoria de bicicleta per carretera.
Luxemburg mai ha participat en els Jocs Paralímpics d'hivern, i no ha aconseguit cap més medalla des de l'èxit aconseguit en l'edició de 1984.

## Llistat de medallistes
| Medalla | Nom               | Jocs                                                   | Esport       | Categoria          |
| ------- | ----------------- | ------------------------------------------------------ | ------------ | ------------------ |
| Or      | Henri Kaude       | Jocs Paralímpics de Stoke Mandeville/Nova York de 1984 | Natació      | 25 m braça C6      |
| Argent  | Henri Kaude       | Jocs Paralímpics de Stoke Mandeville/Nova York de 1984 | Natació      | 25 m lliures C6    |
| Argent  | Henri Kaude       | Jocs Paralímpics de Stoke Mandeville/Nova York de 1984 | Natació      | 50 m lliures C6    |
| Argent  | Mathias Bingen    | Jocs Paralímpics de Stoke Mandeville/Nova York de 1984 | Atletisme    | 100 m llisos L5    |
| Argent  | Mathias Bingen    | Jocs Paralímpics de Stoke Mandeville/Nova York de 1984 | Atletisme    | Javelina L5        |
| Bronze  | Marco Schmit      | Jocs Paralímpics d'estiu d'Arnhem de 1984              | Atletisme    | 100 m llisos E1    |
| Bronze  | Marcel Kockelmann | Jocs Paralímpics de Stoke Mandeville/Nova York de 1984 | Halterofília | Homes fins a 75 kg |